# الباباوان (فلم)
الباباوان  (بالإنجليزية: The Two Popes) هو فيلم دراما وسيرة ذاتية أمريكي من إخراج فرناندو ميريليس سنة 2019. القصة مقتبسة من مسرحية أنتوني ماكارتن بعنوان «البابا» التي عرضت لأول مرة في مسرح (Royal & Derngate) سنة 2019.

## القصة
تدور أحداث الفيلم في الفاتيكان في أعقاب فضيحة تسريبات الفاتيكان، ويتبع الفيلم البابا بندكت السادس عشر، الذي يلعب دوره أنتوني هوبكنز، بينما يحاول إقناع البابا فرنسيس، الذي يلعب دوره جوناثان برايس، لإعادة النظر في قراره بالاستقالة باعتباره رئيس الأساقفة وهو يخفي نواياه بالتنازل عن البابوية.

## روابط خارجية
- مقالات تستعمل روابط فنية بلا صلة مع ويكي بيانات